# Riverdale Park
|  | Per a altres significats, vegeu «Riverdale Park (Califòrnia)». |

Riverdale Park és un town del Comtat de Prince George's a l'estat de Maryland. Segons el cens del 2000 tenia 6.690 habitants. La població fou establerta el 1889 amb el nom de Riverdale, incorporada cap al 1920, i rebatejada oficialment el 1999 amb el nom de Riverdale Parko més formalment Town of Riverdale Park.

## Demografia
Segons el cens del 2000 Riverdale Park tenia 6.690 habitants, 2.172 habitatges, i 1.437 famílies. La densitat de població era de 1.624,5 habitants per km².
Dels 2.172 habitatges en un 38,4% hi vivien nens de menys de 18 anys, en un 42% hi vivien parelles casades, en un 16,4% dones solteres, i en un 33,8% no eren unitats familiars. En el 23,9% dels habitatges hi vivien persones soles el 4,1% de les quals corresponia a persones de 65 anys o més que vivien soles. El nombre mitjà de persones vivint en cada habitatge era de 3,06 i el nombre mitjà de persones que vivien en cada família era de 3,6.
Per edats la població es repartia de la següent manera: un 28,7% tenia menys de 18 anys, un 12,2% entre 18 i 24, un 38,7% entre 25 i 44, un 15,6% de 45 a 60 i un 4,9% 65 anys o més.
L'edat mediana era de 29 anys. Per cada 100 dones de 18 o més anys hi havia 109,3 homes.
La renda mediana per habitatge era de 44.041 $ i la renda mediana per família de 49.904 $. Els homes tenien una renda mediana de 30.053 $ mentre que les dones 30.200 $. La renda per capita de la població era de 19.293 $. Entorn del 9% de les famílies i el 12% de la població estaven per davall del llindar de pobresa.

## Poblacions properes
El següent diagrama mostra les poblacions més properes.